# Wielki Krzek
Wielki Krzek es una isla de Polonia en la laguna de Szczecin, un lagoon costero localizado en la desembocadura del río Oder, cerca de Wolin, en la desembocadura del Świna, al este de Karsibór. Wielki Krzek está deshabitada y se encuentra bajo protección natural a causa de sus muchas especies de animales (especialmente por las zonas de reproducción de aves). Al este de la isla se encuentra la isla de Wolin (Wollin)